# اسکات کازمیر
اسکات کازمیر (انگلیسی: Scott Kazmir؛ زادهٔ ۲۴ ژانویهٔ ۱۹۸۴) بازیکن بیس‌بال اهل ایالات متحده آمریکا است.
از باشگاه‌هایی که در آن بازی کرده‌است می‌توان به لس آنجلس داجرز و لس آنجلس آنجلز اشاره کرد.
وی در مسابقات کشوری و بین‌المللی در مجموع برندهٔ ۱ مدال نقره شده‌است.